# Розвідувальний супутник

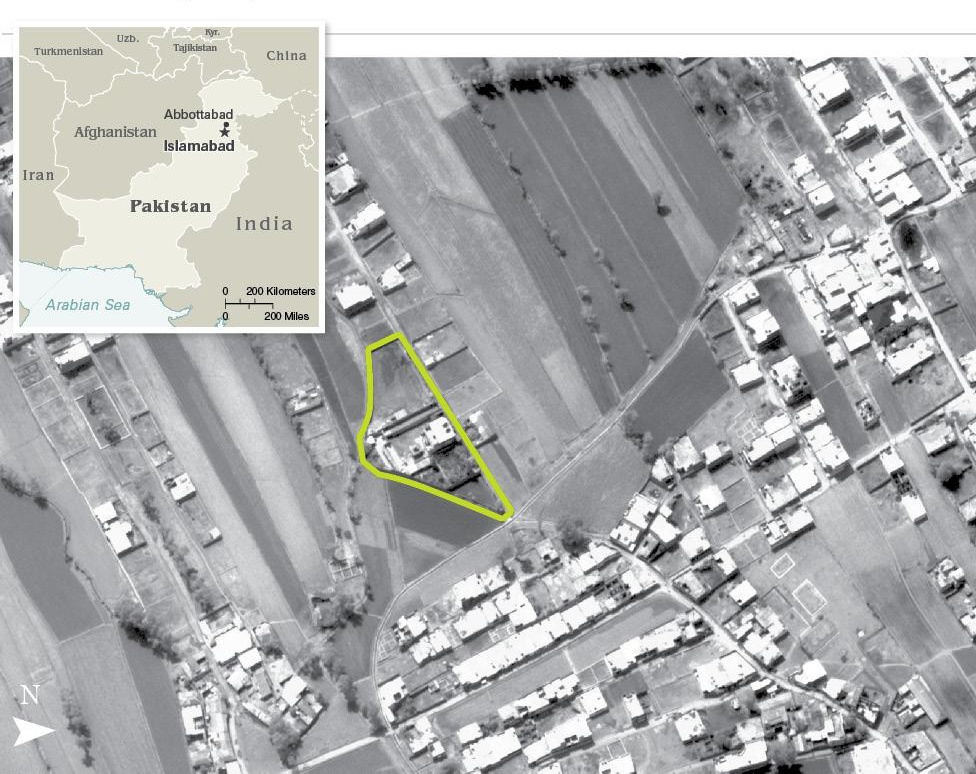
Знімок зроблений ЦРУ з повітря на укриття Усами бен Ладена в останні роки переховування, Пакистан м. Абботтабад.

Розвідувальний супутник (часто використовується неофіційна назва — супутник шпигун) це супутник для спостереження за Землею або супутник зв'язку призначений для військової чи розвідувальної діяльності.
Перше покоління таких супутників (наприклад «Corona» і «Зеніт») робили знімки, а потім скидали їх на землю у спеціальних капсулах. Капсули супутника «Corona» перехоплювались у повітрі, оскільки вони спускалися на парашутах. Згодом космічні апарати почали робити цифрові зображення, які передавалися за допомогою шифрованого каналу радіозв'язку.
В Сполучених Штатах більшість інформації, що стосується розвідувальних програм до 1972 року, публічно доступна, оскільки ці дані були розсекречені в силу своєї давності. Деяка інформація того часу, до 2010-років залишається засекреченою, і вельми мала частка інформації доступна з наступних місій.
Деякі дані з розвідувальних супутників були розсекречені випадково, або це стало наслідком витоку інформації.

## Різновиди
Існує низка основних різновидів розвідувальних супутників:
- Раннє попередження — ракетна оборонна сигналізація, дозволяє зафіксувати і попередити про атаку під час запуску балістичної ракети.
- Виявлення ядерного вибуху — визначає і вимірює характеристики ядерних вибухів в космосі. Найпершим і найвідомішим таким супутником, є супутник Вела (Vela).
- Фото розвідка — дозволяє відстежувати зображення з космосу. Це може бути як панорамний вигляд з повітря, так і дистанційне фото великим планом. Корона був найпершим відомим супутником, який робив такі фотознімки. Зазвичай використовуються спектральні зображення.
- Радіоелектронна розвідка — дозволяє перехоплювати блукаючі радіохвилі, та інші сигнали.
- Радар — більшість космічних радарів використовують РЛС із синтезованою апертурою (РСА). Може використовуватись вночі або в хмарну походу.

## Можливості

Перехоплення сигналу з радіорелейних станцій. Супутник Rhyolite, перебуваючи у правильному положенні у космосі, може перехоплювати сигнали від наземної лінії радіорелейного зв'язку.

Приклади розвідувальних супутникових застосувань:
- Фотознімок з високою роздільною здатністю (IMINT)

- Вимірювання та розвідка сигнатур (MASINT)

- Підслуховування зв'язку (SIGINT)

- Приховані комунікації

- Моніторинг дотримання заборони ядерних випробувань

- Виявлення пусків ракет

28 серпня 2013 року, як вважалося «потужний супутник-шпигун вартістю 1 мільярд доларів, здатний робити знімки, достатньо докладні, щоби розрізняти марку та модель автомобіля на сотні миль нижче», було запущено з бази ВПС Каліфорнії Ванденберг, за допомогою Delta IV Heavy — найбільшої космічної ракети-носія США на той час.
17 лютого 2014 року російський «Космос-1220», від початку запущений 1980 року і використовуваний для наведення морських ракет до 1982 року, здійснив неконтрольований вхід в атмосферу.

## Переваги
Супутники-розвідники застосовувалися для забезпечення прав людини завдяки проєкту Satellite Sentinel, який відстежує звірства в Судані та Південному Судані.

У своєму Посланні про становище в країні 1980 року, президент Джиммі Картер пояснив, як усе людство виграло від присутності американських супутників-шпигунів:
   ...наприклад, супутники фоторозвідки мають величезне значення для врегулювання світових справ і, таким чином, роблять значний внесок у безпеку всіх держав.
Крім того, такі компанії, як GeoEye та DigitalGlobe, надали комерційні супутникові зображення для підтримки реагування на стихійні лиха та для гуманітарних завдань. 

У 1950-х роках радянський розіграш викликав у американців побоювання щодо відсутності власних бомбардувальників. 1968 року, отримавши знімки з супутника, розвідувальні органи США змогли впевнено заявити, що «за останній рік у СРСР не було створено жодного нового комплексу міжконтинентальних балістичних ракет». Президент Ліндон Б. Джонсон заявив на зборах 1967-го:
   Я б не хотів, щоб мене цитували з цього приводу… Ми витратили 35 чи 40 мільярдів доларів на космічну програму. І якби з цього не вийшло нічого, крім знань які ми отримали від космічних зображень — це коштувало б удесятеро більше, ніж вартувала вся програма. Через те що сьогодні ввечері ми знаємо, скільки у ворога ракет і, як виявилося, наші здогади були далекі від істини. Ми робили те, що нам не треба було робити. Ми будували те, що нам не треба було будувати. Ми мали побоювання, які нам не потрібно було мати.